# Nils-Gustaf Renman
Nils-Gustaf Renman (Umeå, 18 dicembre 1950) è uno scacchista svedese.
Ottenne il titolo di Maestro Internazionale nel 1980.

## Principali risultati
A cavallo tra gli anni '70 e '80 è stato tra i più forti giocatori di scacchi svedesi.
Vinse per due volte il Campionato svedese: nel 1978 (assieme a Harry Schüssler) e nel 1980. Si classificò secondo nel 1984 e terzo nel 1985.
Nel 1980 ha rappresentato la Svezia nelle Olimpiadi di La Valletta e nel Campionato europeo a squadre di Skar.
Ha vinto, da solo o alla pari, diversi tornei internazionali:  1° ad Albena nel 1978, 1° a Eksjö nel 1980 (torneo B), 1° nel torneo di Capodanno di Reggio Emilia 1980/81   
, =1° a Oslo nel 1985 (assieme a Jonathan Tisdall).
Ha raggiunto il rating FIDE più alto della sua carriera in luglio del 1986, con 2.460 punti Elo.
Dal 1990 partecipa molto raramente a tornei classificati dalla FIDE.